# Friedrich Pabst (architekt)
Friedrich Pabst (zm. 13 grudnia 1943 w Warszawie) – niemiecki inżynier i architekt, od którego nazwiska pochodzi nazwa projektu przebudowy Warszawy – tzw. planu Pabsta.

## Życiorys
Pabst pochodził z Dortmundu. Studia ukończył w Wyższej Szkole Technicznej w Gdańsku (niem. Technische Hochschule Danzig). Na początku 1940 pracował w Miejskim Urzędzie Planowania w Poznaniu, po czym w lutym 1941 został przeniesiony do biura w Łodzi (ówczesnym Litzmanstadt). W kwietniu 1942 Pabst został czwartym kierownikiem warszawskiego Urzędu Budowlanego. Od nazwiska Pabsta pochodzi nazwa projektu przebudowy Warszawy – tzw. planu Pabsta, chociaż sam Pabst nie pracował nad planem.
Pabst został zastrzelony 13 grudnia 1943 na ulicy Daniłowiczowskiej w Warszawie, podczas akcji Braun przygotowanej przez oddział dywersji bojowej Kedywu Agat. Miała ona na celu zlikwidowanie niemieckiego urzędnika kwaterunku Emila Brauna.

### Plan Pabsta
Plan nazywany „Nowe niemieckie miasto Warszawa” (niem. Die neue Deutsche Stadt Warschau) miał zredukować miasto ze stolicy kraju do prowincjonalnego 100–130 tysięcznego miasta, złożonego z części niemieckiej o powierzchni 6 km kwadratowych po lewej stronie Wisły i 1 km kwadratowego dla 30 000 lub 80 000 polskich niewolników leżącego po prawej stronie. Liczebność Warszawy zostałaby zmniejszona o około 90% względem stanu z okresu przedwojennego. Przewidywano w nim m.in. zburzenie Starego Miasta i Zamku Królewskiego oraz wybudowanie w tym miejscu monumentalnej Hali Kongresowej NSDAP (niem. Parteivolkshalle). W miejscu kolumny Zygmunta miał znajdować się pomnik Germanii. Projekt został przygotowany przez Huberta Grossa i Otto Nurnbergera i był realizowany na polecenie Generalnego Gubernatora Hansa Franka, który uzyskał aprobatę Adolfa Hitlera.